# 凯特斯豪森
凯特斯豪森是德国巴伐利亚州的一个市镇。总面积26.69平方公里，总人口1752人，其中男性906人，女性846人（2011年12月31日），人口密度66人/平方公里。